# Улица Радищева (Санкт-Петербург)
У́лица Ради́щева — улица в Центральном районе Санкт-Петербурга. Проходит от улицы Жуковского до Кирочной улицы.

## История названия
Современное название с 1935 года; c 1858 по 1935 год — Преображенская улица; до 1858 года — Госпитальная улица.

## История
Название Преображенская улица связано с гвардейским Преображенским полком, стоявшим в Литейной части в XIX веке. Своё современное название улица получила в 1935 году в память о писателе А. Н. Радищеве. В Петербурге с именем Радищева также связаны Преображенская площадь (c 1923 по 1989 год — площадь Радищева) и переулок Радищева.
В 1948 году, незадолго до своего ареста, литературовед Григорий Гуковский обращался к властям в связи с предстоящим 200-летием со дня рождения Радищева: 

Провести подготовительные работы для увековечения в дни юбилея памяти Радищева путём укрепления мемориальных досок на домах, где жил Радищев, приведения в порядок его дома на ул. Марата в Ленинграде; для переименования улицы, на которой жил Радищев (по странному недосмотру, улицей Радищева названа не та бывшая Преображенская ул., где он жил, а другая, тоже бывшая Преображенская, к нему не имеющая, однако, никакого отношения)…

## Примечательные здания и сооружения
Улица была застроена в основном в XIX — начале XX веков:
- Дом № 5-7 построен в 1901 году П. М. Мульхановым. В кв. № 2 с 4 апреля 1919 по 1920 годы жил поэт Николай Гумилёв, на фасаде здания установлена памятная доска.
- Дом № 10 — яркий памятник стиля модерн (собственный дом архитектора А. Ф. Бубыря, 1911—1912).
- Дом № 26, литера А  782311404630005 — доходный дом М. В. Захарова, 1899—1900, техник Л. В. Богусский.
- Дом № 29 (угол с Басковым переулком, 41) — доходный дом, построенный в 1906 году по проекту архитектора А. И. Ковшарова.
- Дом № 30/8 — в конце XIX века здесь жил писатель К. М. Станюкович.
- Дом № 33—33а — комплекс казарм 18-го сапёрного батальона (1899—1906). Перестройка и расширение 1906 года осуществлялись А. Е. Ивановым[1].
- Дом № 34 (на углу Сапёрного переулка) находится доходный дом, построенный в 1842 году по проекту В. Е. Моргана.
- Дом № 35, литера А  781911323840045 — Третий офицерский корпус.
- Дом № 37, литера Б  781911323840055 — флигель при Третьем офицерском корпусе, 1802—1803. перестраивался в 1830-х и 1893-м[2].
- Дом № 38 (угол Гродненского переулка) — доходный дом, построенный в 1897 году А. Е. Ивановым.
- Дом № 39, литера В  781911323840025 — флигель для музыкантов и мастеровых Саперного батальона, 1863 г.
- Дом № 46/29 — угловой по Кирочной ул. — доходный дом, перестроенный в 1899 году по проекту Павла Мульханова.

В 1802—1807 годах по проекту архитекторов Ф. И. Волкова и Ф. И. Демерцова в квартале, расположенном между нынешней улицей Радищева (дома 35, 37, 39), Кирочной (дома 31—39), Парадной (1, 3) и Виленским переулком (12, 14) были сооружены казармы и госпиталь Преображенского лейб-гвардейского полка. Внутренняя часть квартала Преображенцев снесена в 2006—2007 годах.